# الدوري الشمالي الممتاز 1978–79
الدوري الشمالي الممتاز 1978–79 هو موسم من دوري الشمال الممتاز ‏. فاز فيه Mossley A.F.C. ‏.